# Stövelknekt

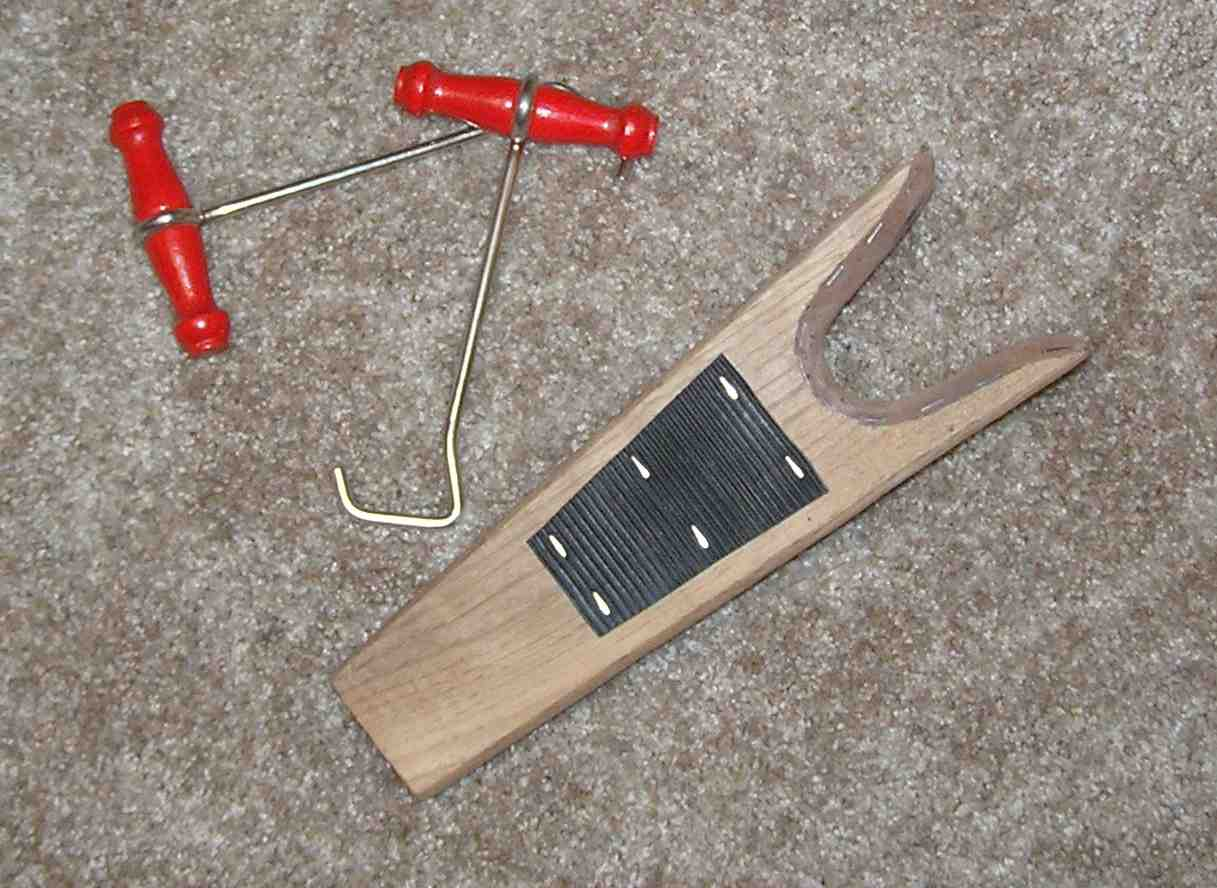
Stövelknekt av trä samt ett par stövelpådragare.

En stövelknekt är ett redskap som används för att underlätta avtagande av stövlar och andra skor. Stövelknekten kan vara av trä eller metall. Den består av en skiva med en U-formad del i vilken hälen på stöveln som ska tas av sätts in. För att hålla fast stövelknekten ställer den som ska ta av sig stöveln den andra foten på stövelknektens platta och pressar denna mot underlaget med sin kroppsvikt.  
I Sverige är det vanligt med dekorativa stövelknektar i gjutjärn formade som en stor skalbagge. Det förekommer också fastmonterade stövelknektar som vanligen sitter på ett trappsteg.